# Polypodium fossum
Polypodium fossum là một loài dương xỉ trong họ Polypodiaceae. Loài này được G.Nicholson mô tả khoa học đầu tiên năm 1888.
Danh pháp khoa học của loài này chưa được làm sáng tỏ. 